# Mignegno
Mignegno è una frazione del comune italiano di Pontremoli, nella provincia di Massa-Carrara.
Il borgo si trova a 2 km dal capoluogo lungo la Strada statale 62 della Cisa.

## Monumenti e luoghi d'interesse
La chiesa parrocchiale, dedicata all'Assunzione di Maria, è citata per la prima volta nel 1187 nella bolla papale emanata da Gregorio VIII.
Vicino alla chiesa parrocchiale una lapide ricorda il passaggio del re francese Carlo VIII che soggiornò per tre giorni a Mignegno, dopo aver incendiato Pontremoli.
A Mignegno è presente anche un antico oratorio del '500 dedicato a San Terenziano.

## Società

### Tradizioni e folclore
- Santa Maria Assunta
- San Terenziano